# Hypsicera postfurcalis
Hypsicera postfurcalis är en stekelart som beskrevs av Kusigemati 1971. Hypsicera postfurcalis ingår i släktet Hypsicera och familjen brokparasitsteklar. Inga underarter finns listade i Catalogue of Life.